# Michele Granger
Michele Granger, född den 15 januari 1970 i Placentia, Kalifornien, är en amerikansk softbollspelare.
Hon tog OS-guld i samband med de olympiska softboll-turneringarna 1996 i Atlanta.